# ムハンマド・シャバン
ムハンマド・ジャガソン・シャバン（Muhammad‘Jagason’Shaban、1998年1月11日 - ）はウガンダ出身の同国代表サッカー選手。オドゥパカラ所属。ポジションはフォワード。
若手ながら、年齢が1つ違いのファルク・ミヤなどと共に、これからのウガンダ代表を引っ張っていく存在である。

## 代表歴
2016年11月8日のザンビア代表との親善試合で代表初出場。